# Andokides (keramiker)

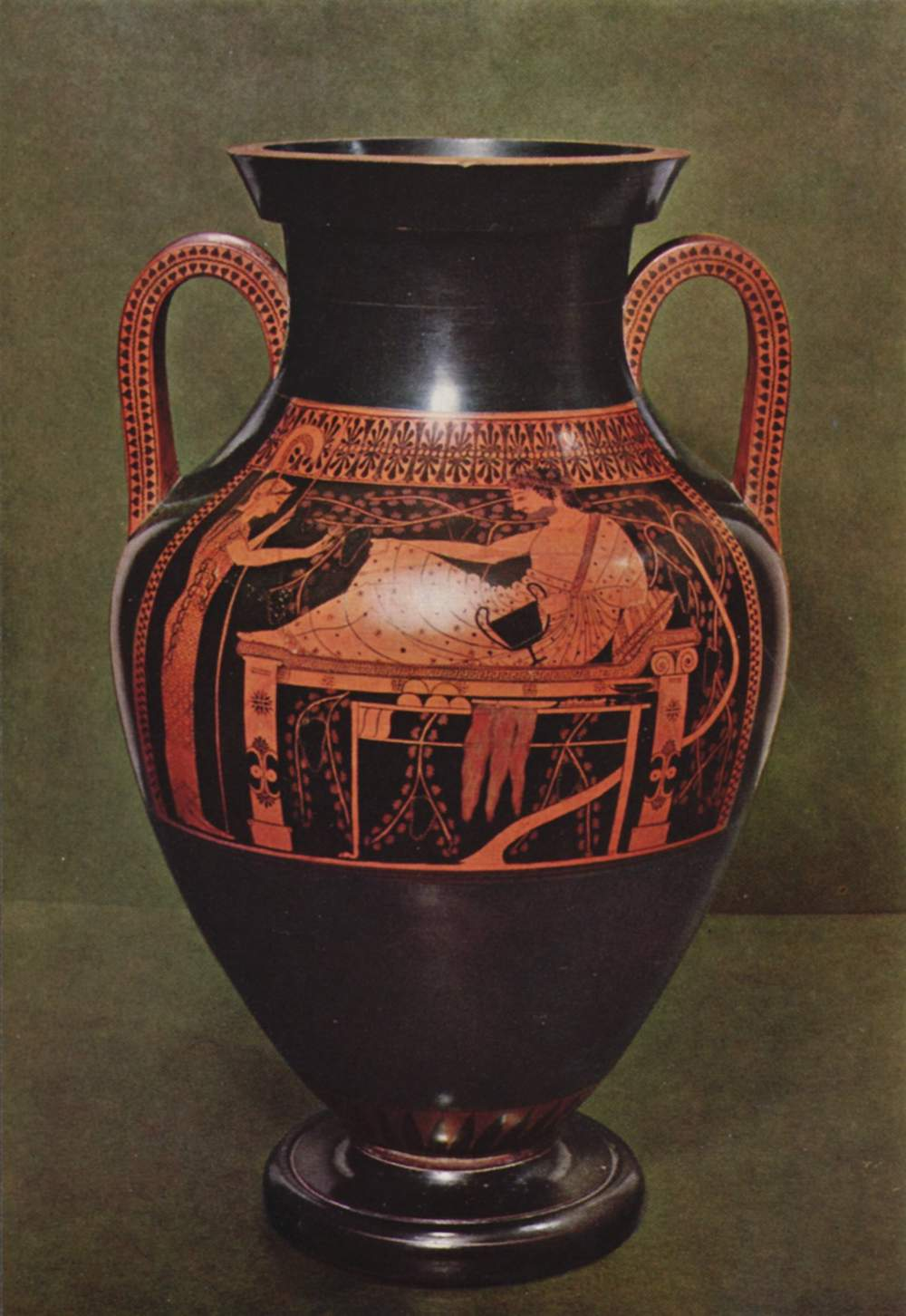

Andokides var en attisk keramiker under 500-talet f. Kr.
Andokides företrädde övergången från svartfigurig till rödfigurig keramik.